# Vegetative Vermehrung
Die vegetative Vermehrung ist eine Form der ungeschlechtlichen Vermehrung von Pflanzen, Pilzen und niederen tierischen Organismen, vor allem Einzellern. Wie Wachstums- und Regenerationsprozesse beruht sie ausschließlich auf der mitotischen Zellteilung. Die Tochtergeneration unterscheidet sich in ihrem genetischen Material daher nicht von der Muttergeneration; sie ist ein Klon. Die vegetative Vermehrung tritt in der Natur auf, wird aber auch in der Pflanzenanzucht zur künstlichen Vermehrung von Pflanzen durch Pflanzgut genutzt. Das Gegenteil der vegetativen Vermehrung ist die generative Vermehrung, die als geschlechtliche Fortpflanzung bezeichnet und als Saatgut verbreitet wird.

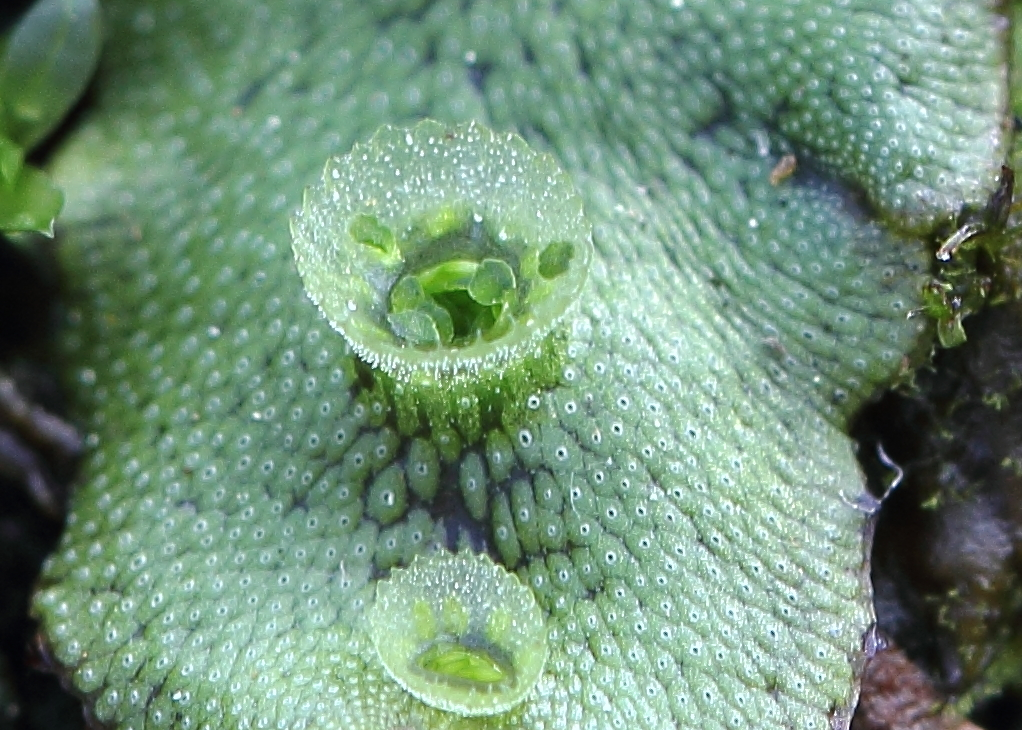
Ein Beispiel für vegetative Vermehrung: Das Brunnenlebermoos (Marchantia polymorpha) bildet auf der Blattoberseite kleine „Brutbecher“ aus, in denen sich bereits wieder kleine, selbstständige Pflänzchen als vegetative Nachkommen befinden

Da bei der vegetativen Vermehrung das Erbgut (bis auf Mutationen) unverändert bleibt, kann kaum Anpassung an sich ändernde Umwelteinflüsse erfolgen. Dies geschieht hauptsächlich durch die generative Vermehrung (geschlechtliche Fortpflanzung der Pflanzen), bei der das Erbgut neu kombiniert wird. Diese „neue Kombination“ stellt das Potential zur Anpassung dar. Pflanzen nutzen vegetative wie generative Vermehrung in der Regel zu verschiedenen Zeitpunkten der Ontogenese in Abhängigkeit ihrer Genetik und der äußeren Lebensbedingungen. Bakterien tauschen ihr Erbgut unter bestimmten Bedingungen aus, wodurch sie vor allem Resistenzgene weitergeben.

## Formen der vegetativen Vermehrung

### Autovegetative Vermehrung
- Ableger
- Abmoosen[1]
- Abrisse (Risslinge)
- Absenker
- Adventivbildung
- Ausläufer (Stolonen)
- Achselbulbillen (Bildung von Brutkörpern in den Achseln der Laubblätter)
- Fragmentation
- Kindel
- Knollenbildung
- Knospung (Sprossung)
- Pflanzliche Gewebekultur (In-vitro-Vermehrung von Pflanzen aus pflanzlichem Gewebe).
- Rhizomteilung
- Schuppenvermehrung
- Stängelbulben (Bildung von Brutkörpern am Stängelansatz)
- Stecklinge (Holzstecklinge und Grünstecklinge)
- Stolonenbildung
- Stockteilung
- Zellteilung bei Einzellern
- Klonen (im technischen Sinne der Zellbiologie und Vermehrungsmedizin)
- Mikrovermehrung

### Xenovegetative Vermehrung
Xenovegetative Vermehrung (griechisch ξένος xénos „fremd“) ist die vegetative Vermehrung mit Hilfe eines anderen ("fremden") Organismus der gleichen oder einer anderen Art.
- Pfropfung/Okulation ("Veredelung")